# Rémi Mathieu
Rémi Mathieu (geb. 1948) ist ein französischer Sinologe und Hochschullehrer, der zur Mythologie und Philosophie des alten China forscht. Er übersetzte beispielsweise das Shanhai jing und gab eine ins Französische übersetzte Anthologie der Mythen und Legenden des alten China heraus.

## Leben
Mathieu lehrt als Professor für Sinologie an der Universität Paris-Diderot und Directeur de recherche in der französischen Forschungsorganisation CNRS.
Er ist Autor zahlreicher Werke über die Philosophie des alten China und Übersetzer großer antiker Texte (Konfuzius, Daode jing (Lao Tse), Qu Yuan). Er hat auch zwei Bände der Bibliothèque de la Pléiade herausgegeben, zu den daoistischen Philosophen (Band II, Gallimard 2003) und den konfuzianischen Philosophen (Gallimard 2009). Zur Reihe Connaissance de l’Orient steuerte er verschiedene Bände bei.
Sein jüngeres Buch L'Éclat de la pivoine. Comment entendre la Chine (2012) hinterfragt die Klischees und Ängste, die das zeitgenössische China hervorruft.

## Publikationen (Auswahl)
Autor und Herausgeber
- Étude sur la mythologie et l'ethnologie de la Chine ancienne, Paris, Institut des hautes études chinoises, 1983; I: Traduction annotée du Shanhaijing / 2 / Index du Shanhai jing (Mémoires de l’Institut des hautes études chinoises, Vol. XXII) 1983
- Anthologie des mythes et légendes de la Chine ancienne, choisis, présentés, traduits et indexés par Rémi Mathieu, 1989, Connaissance de l’Orient
- (in Zusammenarbeit) À la recherche des esprits: (récits tirés du Sou Shen Ji) / Gan Bao. - Paris : Gallimard / Unesco, 1993
- Le Mu Tianzi Zhuan. Paris, 1978
- Charles Le Blanc und Rémi Mathieu: Mythe et philosophie à l'aube de la Chine impériale: études sur le Huainan zi. Presses de l'Université de Montréal, 1992.
- L'Éclat de la pivoine. Comment entendre la Chine (Lattès, 2012)
- (in Zusammenarbeit) Anthologie de la poésie chinoise. 2015 (zum Inhalt)
- Élégies de Chu. Chu ci. trad. introduction et notes Rémi Mathieu, 2004, ISBN 2-07-077092-3